# Bettina Glatz-Kremsner
Bettina Glatz-Kremsner (ur. 30 września 1962 w Wiedniu) – austriacka ekonomistka, menedżer i polityk, dyrektor generalny Casinos Austria, wiceprzewodnicząca Austriackiej Partii Ludowej.

## Życiorys
W młodości mieszkała i kształciła się w Budapeszcie, gdzie jej ojciec pracował jako wykładowca. W latach 80. studiowała na Uniwersytecie Ekonomicznym w Wiedniu, uzyskując w 1990 magisterium z ekonomii. Od początku lat 90. zatrudniona w branży hazardowej. W latach 1991–1997 była dyrektorem zarządzającym węgierskiego operatora gier liczbowych. Od 1998 związana zawodowo z międzynarodowym operatorem kasyn Casinos Austria i austriackim przedsiębiorstwem loteryjnym Österreichische Lotterien. W obu instytucjach doszła do stanowiska dyrektorskiego (odpowiednio w 2010 i 2006). W 2011 objęła stanowisko dyrektora zarządzającego w kontrolowanym przez pierwszą z nich przedsiębiorstwie Casinos Austria International. Powoływana również w skład rad nadzorczych, m.in. w 2016 została przewodniczącą rady nadzorczej koncernu energetycznego EVN AG.
Zaangażowała się także w działalność polityczną w ramach Austriackiej Partii Ludowej. W lipcu 2017 objęła funkcję wiceprzewodniczącej tego ugrupowania; sprawowała ją do 2019. W tymże roku została dyrektorem generalnym Casinos Austria i Österreichische Lotterien, instytucjami tymi kierowała do 2022.
W 2013 została konsulem honorowym Węgier w Austrii i Dolnej Austrii. W 2015 odznaczona Wielką Odznaką Honorową za Zasługi dla Republiki Austrii.